# Чарльз Пінкні
Чарльз Пінкні (англ. Charles Pinckney, 26 жовтня 1757—12 жовтня 1824) — американський політик.

## Біографія
Народився у Південній Кароліні, син багатого адвоката і плантатора. Навчався на юриста.
Під час війни за незалежність служив у міліції, потрапив у полон до англійців і залишався бранцем до 1781 року.
Обирався до Континентального конгресу і конгресу Південної Кароліни.
Часто промовляв на Філадельфійському конвенті.
Був здібним речником, який прислужився багатьом компромісам, що уможливили прийняття Конституції.
Після Конвенту обіймав різноманітні посади, зокрема, губернатора і сенатора США.
Починав свою політичну кар'єру як федераліст, але потім перейшов до Республіканської партії і домагався надання виборчих прав усім білим чоловікам.
Остання державна посада, яку він обіймав, було місце члена Палати представників.